# Félix Huete
Félix Huete (Carrión de Calatrava, Ciudad Real, 25 de agosto de 1914 — Madrid, 21 de mayo de 1991) fue un futbolista español que jugaba en la demarcación de centrocampista.

## Biografía
Debutó como futbolista en 1932 con el Atlético de Madrid a los dieciocho años de edad. Jugó en el club durante dos temporadas, siento traspasado en 1934 al C. D. Malacitano por un año. Tras finalizar su contrato, el Real Murcia C. F. se hizo con sus servicios. Con el equipo llegó a ganar la Segunda División de España en las temporadas 1935/36 y 1939/40, ascendiendo de esta manera de categoría. En 1941 el Real Madrid C. F. lo fichó para las siete temporadas siguientes. Jugó un total de 156 partidos, en los que marcó un gol. En 1946 ganó la Copa del Rey, y un año más tarde hizo lo propio de nuevo con la Copa del Rey y con la Copa Eva Duarte. Ya en 1949, y tras haber sido fichado por el Real Santander una temporada antes, se retiró como futbolista.
Falleció el 21 de mayo de 1991 en Madrid a los 76 años de edad.

## Selección nacional
Jugó su primer y único partido con la selección de fútbol de España el 23 de junio de 1946 contra la selección de fútbol de la República de Irlanda un partido amistoso. El encuentro finalizó con un resultado de 0-1 a favor del combinado irlandés.

## Clubes
| Club                    | País   | Año       | Partidos | Goles |
| ----------------------- | ------ | --------- | -------- | ----- |
| Club Atlético de Madrid | España | 1932-1934 |          |       |
| C. D. Malacitano        | España | 1934-1935 | 13       | 1     |
| Real Murcia C. F.       | España | 1935-1941 | 22       | 1     |
| Real Madrid C. F.       | España | 1941-1948 | 156      | 1     |
| Real Santander          | España | 1948-1949 | 19       | 1     |

## Palmarés

### Campeonatos nacionales
| Título                     | Club              | País   | Año  |
| -------------------------- | ----------------- | ------ | ---- |
| Segunda División de España | Real Murcia C. F. | España | 1936 |
| Segunda División de España | Real Murcia C. F. | España | 1940 |
| Copa del Rey               | Real Madrid C. F. | España | 1946 |
| Copa del Rey               | Real Madrid C. F. | España | 1947 |
| Copa Eva Duarte            | Real Madrid C. F. | España | 1947 |